# Ungern i Eurovision Song Contest 2013
Ungern kommer att delta i Eurovision Song Contest 2013 i Malmö i Sverige. De kommer att representeras av ByeAlex med låten "Kedvesem".

## Uttagning
Den 19 september 2012 meddelade MTV att Ungern mest troligtvis kommer att delta i tävlingen år 2013. Den 24 oktober släppte MTV reglerna för sin nationella uttagning och bekräftade därmed deltagande i tävlingen år 2013. Man använde sig av samma format som man använt sig av året innan med semifinaler följt av en final. Precis som då hade även uttagningen titeln A Dal. En jurypanel bestående av fem personer kommenterade framträdandena under programmen. Panelen bestod av Philip Rákay, Jenő Csiszár, Csaba Walkó och Victor Rakonczai. Den femte platsen sparades åt en kvinnlig jurymedlem som inte bestämdes förrän senare, men kom att bli Magdi Rúzsa som representerade Ungern i Eurovision Song Contest 2007.

## Bidrag
Bidrag kunde först skickas in fram till den 20 december, men den 13 december meddelade MTV att man utökat tiden för att skicka in bidrag till den 31 december. Bland reglerna fanns att låtarna måste framföras på ungerska i den nationella uttagningen. TV-bolaget har dock rätten att bestämma om en engelsk version av vinnarlåten ska framföras i Malmö istället. MTV har också rättigheterna till att inom en viss tid efter uttagningen ändra titel på låten, namn på artisten, eller till och med byta artist. Totalt 244 bidrag skickades in till uttagningen, ett nytt rekord. Den 8 januari 2013 började jurypanelen, densamma som kommer att kommentera bidragen under programmen, granska de inskickade bidragen. Samma dag meddelade MTV att man dagen därpå skulle avslöja de 30 utvalda bidragen vid en presskonferens. Det gick dock ytterligare en dag, till den 10 januari, innan man avslöjades de 30 artisterna och deras låttitlar. Den 20 januari publicerade MTVA alla 30 låtar att lyssna på.

### Tillbakadragande
Den 11 januari meddelade MTVA att Szirte Edina Mokus valt att dra sig ur tävlingen då det visade sig att artistens låt "Ha virág lennékwas" bröt mot EBU:s regler som säger att tävlande låtar i ESC 2013 inte får ha släppts innan den 1 september 2012. Den tomma platsen gavs till Mónika Hoffmann med låten "Hullócsillag". Senare samma dag meddelade också bandet The (hated) Tomorrow att man dragit sig ur tävlingen då man insett att ens eget bidrag, "Anyáddal", bröt mot reglerna av samma anledning. De blev utbytta mot artisten Odett. Den 17 januari rapporterades det att även bandet Egy másik zenekar tvingats dra sig ur med sin låt "Katatón dal" av exakt samma anledning som de två tidigare bidragen. Deras plats togs av Laura Cserepes.

## Program
Den 4 januari 2013 avslöjade MTV schemat för uttagningen. Den kom att bestå av sex program, varav tre utslagningsomgångar, två semifinaler och sist en final. Utslagningsomgångarna hölls den 2, 9 och 16 februari. Semifinalerna hölls den 23 och 24 februari. Finalen hölls den 2 mars i huvudstaden Budapest, där även utslagningsomgångarna hölls. Värdar för programmen var Éva Novodomszky, Gábor Gundel-Takács och Márton Buda.
I programmen valde juryn först 3 av de 10 bidragen från varje utslagningsomgång att gå vidare till semifinalerna och sedan fick TV-tittarna rösta för att skicka ytterligare 3 vidare till semifinalerna av de 7 återstående bidragen. Därmed kom 18 bidrag att tävla i de två semifinalerna med 9 i varje. 4 bidrag kom att ta sig vidare till finalen från varje semifinal, varav två utvalda av juryn och två utvalda av TV-tittarna. Därmed kom 8 bidrag att tävla i finalen. I finalen användes först 100% jury för att välja de 4 bästa av de 8 finalisterna. Sedan användes 100% telefonröster för att välja det vinnande bidraget av dessa 4 kvarvarande bidrag.

### Datum
- 2 februari 2013: Utslagningsomgång 1
- 9 februari 2013: Utslagningsomgång 2
- 16 februari 2013: Utslagningsomgång 3
- 23 februari 2013: Semifinal 1
- 24 februari 2013: Semifinal 2
- 2 mars 2013: Final

### Jurypanel
- Magdi Rúzsa, representerade Ungern i Eurovision Song Contest 2007.
- Csaba Walkó, huvudsångare i Compact Disco som representerade Ungern i Eurovision Song Contest 2012.
- Viktor Rakonczai, medlem i VIP som representerade Ungern i Eurovision Song Contest 1997 och låtskrivare till Ungerns bidrag i Eurovision Song Contest 2011.
- Jenő Csiszár, radiopresentatör.
- Philip Rákay, exekutiv producent för MTV.

### Värdar
- Éva Novodomszky, läste upp Ungerns röster i Eurovision Song Contest 2007.
- Gábor Gundel-Takács, värd för Ungerns nationella uttagning till Eurovision Song Contest 2011 och TV-kommentator för ESC varje år sedan 2007.
- Márton Buda, radiopresentatör (kommer intervjua artisterna bakom scenen).

## Omgångar

### Utslagningsomgångar
Startordningen för alla tre utslagningsomgångar avslöjades av MTVA den 30 januari.

#### Första
Den första utslagningsomgången gick av stapeln den 2 februari och 10 bidrag tävlade om 6 platser i semifinalerna. Programmet sändes 20:15 CET både på M1 och Duna World, samt på webben. De som gick vidare var Szilvi Agárdi & Dénes Pál, Ildikó Keresztes, Gergő Rácz, Gergő Baricz, Tibor Gyurcsik och Tamás Palcsó.
| Nr | Artist                    | Sång                        | Låtskrivare                                 | Resultat      |
| -- | ------------------------- | --------------------------- | ------------------------------------------- | ------------- |
| 1  | Zoltán Fehér              | "Nincs baj"                 | Zoltán Fehér, Krisztián Burai, Péter Geszti | Ute           |
| 2  | Mrs. Columbo              | "Játszd újra!"              | Dorina Galambos, András István Fecske       | Ute           |
| 3  | Gergő Baricz              | "Húz"                       | Gergő Baricz                                | Vidare (Tele) |
| 4  | Bogi                      | "Tükörkép"                  | Ádám Kovacsics, Adrienn Bata                | Ute           |
| 5  | Tamás Palcsó              | "Ezt látnod kell"           | István Tabár, Tamás Palcsó, István Tabár    | Vidare (Tele) |
| 6  | Background                | "Neonzöld"                  | Background                                  | Ute           |
| 7  | Tibor Gyurcsík            | "Örök harc"                 | Márton Vödrös, Tamás Molnár, Péter Geszti   | Vidare (Tele) |
| 8  | Ildikó Keresztes          | "Nem akarok többé játszani" | Leander Köteles                             | Vidare (Jury) |
| 9  | Gergő Rácz                | "Csak állj mellém"          | Gergő Rácz, Péter Geszti                    | Vidare (Jury) |
| 10 | Szilvi Agárdi & Dénes Pál | "Szíveddel láss"            | Zé Szabó, Tamás Molnár                      | Vidare (Jury) |

#### Andra
| Nr | Artist                        | Sång                    | Låtskrivare                                                                     | Resultat      |
| -- | ----------------------------- | ----------------------- | ------------------------------------------------------------------------------- | ------------- |
| 1  | Plastikhead feat. Laci Gáspár | "A szeretet él"         | Laci Gáspár, Z. Tóth, Tamás Orbán                                               | Vidare (Jury) |
| 2  | Odett                         | "Ne engedj el"          | Odett                                                                           | Vidare (Jury) |
| 3  | Ádám Szabó                    | "Hadd legyen más"       | Ádám Szabó,Levente Molnár                                                       | Ute           |
| 4  | Gabi Völgyesi                 | "Csak te légy"          | Ádám Kovacsics, Eszter Major                                                    | Ute           |
| 5  | Gyula Éliás                   | "Mindhalálig várni rád" | Gyula Éliás, Norbert Kardos, Péter Geszti                                       | Ute           |
| 6  | Rami                          | "Puzzle"                | Tamás Kálmán, Judit Ramóna Hideg                                                | Ute           |
| 7  | Tamás Vastag                  | "Holnaptól"             | Zé Szabó, Vajk Szente                                                           | Vidare (Tele) |
| 8  | Bye Alex                      | "Kedvesem"              | Alex Márta, Zoltán Palásti Kovács, Alex Márta                                   | Vidare (Tele) |
| 9  | Veca Janicsák                 | "Új generáció"          | Veronika Janicsák                                                               | Vidare (Tele) |
| 10 | András Kállay-Saunders        | "My Baby"               | András Kállay-Saunders, Krisztián Burai, Ernő Bodóczki, Leslie Tay, John Alexis | Vidare (Jury) |

#### Tredje
| Nr | Artist          | Sång                    | Låtskrivare                                                                                          | Resultat      |
| -- | --------------- | ----------------------- | --- | ------------- |
| 1  | Lilla Polyák    | "Valami más"            | Máté Bella, Vajk Szente, Attila Galambos                                                             | Vidare (Jury) |
| 2  | Krisztián Burai | "Született szívtörő"    | Krisztián Burai, Balázs Megyeri, András Kállay-Saunders                                              | Ute           |
| 3  | Mónika Hoffmann | "Hullócsillag"          | Mónika Hoffmann, Jonas Gladnikoff, Primoz Poglajen, Michael James Down, Johnny Sanchez, Péter Puskás | Ute           |
| 4  | United          | "Tegnap még más voltál" | Áron Romhányi, Barna Pély, Gergő Mits                                                                | Vidare (Tele) |
| 5  | Laura Cserpes   | "Élj pont úgy"          | Tamás Kolozsvári, Péter Krajczár, István Tabár                                                       | Vidare (Jury) |
| 6  | Flash Travel    | "Soha ne add fel"       | András Szabó, Péter Újvári, Viktor László, Elemér Szabó, Tamás Simó                                  | Ute           |
| 7  | Fatima Mohamed  | "Nem baj"               | Tibor Fehér, Laci Nagy                                                                               | Vidare (Tele) |
| 8  | Bence Brasch    | "Túl egyszerű"          | Krisztián Szakos, Krisztián Éder                                                                     | Ute           |
| 9  | Gigi Radics     | "Úgy fáj"               | Huba Kelemen, Jack D. Elliot, Jánosi                                                                 | Vidare (Jury) |
| 10 | Péter Puskás    | "Amíg a tűz ég"         | László Csöndör Diaz, Düki, Péter Puskás                                                              | Vidare (Tele) |

### Semifinaler

#### Första
| Nr | Artist                        | Sång                        | Resultat      |
| -- | ----------------------------- | --------------------------- | ------------- |
| 1  | Péter Puskás                  | "Amíg a tűz ég"             | Ute           |
| 2  | Laura Cserpes                 | "Élj pont úgy"              | Vidare (Tele) |
| 3  | Plastikhead feat. Laci Gáspár | "A szeretet él"             | Ute           |
| 4  | Ildikó Keresztes              | "Nem akarok többé játszani" | Vidare (Tele) |
| 5  | Tibor Gyurcsík                | "Örök harc"                 | Ute           |
| 6  | Odett                         | "Ne engedj el"              | Ute           |
| 7  | András Kállay-Saunders        | "My Baby"                   | Vidare (Jury) |
| 8  | Lilla Polyák                  | "Valami más"                | Ute           |
| 9  | Gergő Rácz                    | "Csak állj mellém"          | Vidare (Jury) |

#### Andra
| Nr | Artist                    | Sång                    | Resultat      |
| -- | ------------------------- | ----------------------- | ------------- |
| 1  | United                    | "Tegnap még más voltál" | Ute           |
| 2  | Tamás Palcsó              | "Ezt látnod kell"       | Ute           |
| 3  | Fatima Mohamed            | "Nem baj"               | Ute           |
| 4  | Gergő Baricz              | "Húz"                   | Ute           |
| 5  | Veca Janicsák             | "Új generáció"          | Ute           |
| 6  | Bye Alex                  | "Kedvesem"              | Vidare (Tele) |
| 7  | Szilvi Agárdi & Dénes Pál | "Szíveddel láss"        | Vidare (Tele) |
| 8  | Gigi Radics               | "Úgy fáj"               | Vidare (Jury) |
| 9  | Tamás Vastag              | "Holnaptól"             | Vidare (Jury) |

### Finalen
Finalen gick av stapeln den 2 mars.
| Nr | Artist                    | Sång                        | Rakonczai | Walkó | Rúzsa | Rákay | Csiszár | Jury | Tele |
| -- | ------------------------- | --------------------------- | --------- | ----- | ----- | ----- | ------- | ---- | ---- |
| 1  | Tamás Vastag              | "Holnaptól"                 | 6         | 4     | 0     | 6     | 6       | 22   | 4.   |
| 2  | Ildikó Keresztes          | "Nem akarok többé játszani" | 4         | 0     | 4     | 0     | 0       | 8    | —    |
| 3  | András Kállay-Saunders    | "My Baby"                   | 8         | 10    | 10    | 8     | 10      | 46   | 3.   |
| 4  | Gigi Radics               | "Úgy fáj"                   | 10        | 8     | 8     | 10    | 8       | 44   | 2.   |
| 5  | Gergő Rácz                | "Csak állj mellém"          | 0         | 0     | 0     | 0     | 0       | 0    | —    |
| 6  | Szilvi Agárdi & Dénes Pál | "Szíveddel láss"            | 0         | 0     | 0     | 0     | 0       | 0    | —    |
| 7  | Laura Cserpes             | "Élj pont úgy"              | 0         | 0     | 0     | 4     | 0       | 4    | —    |
| 8  | ByeAlex                   | "Kedvesem"                  | 0         | 6     | 6     | 0     | 4       | 16   | 1.   |

## Vid Eurovision
Ungern har lottats till att framföra sitt bidrag i den andra halvan av den andra semifinalen den 16 maj 2013 i Malmö Arena.